# Strand (Noruega)
Strand és un municipi situat al comtat de Rogaland, Noruega. Té 12.464 habitants (2016) i la seva superfície és de 218,14 km². El centre administratiu del municipi és el poble de Jørpeland.